# Filip Markiewicz
 (septembre 2017).
Si vous disposez d'ouvrages ou d'articles de référence ou si vous connaissez des sites web de qualité traitant du thème abordé ici, merci de compléter l'article en donnant les références utiles à sa vérifiabilité et en les liant à la section « Notes et références ».
Filip Markiewicz est un artiste luxembourgeois né le 3 mars 1980 à Esch-sur-Alzette au Luxembourg

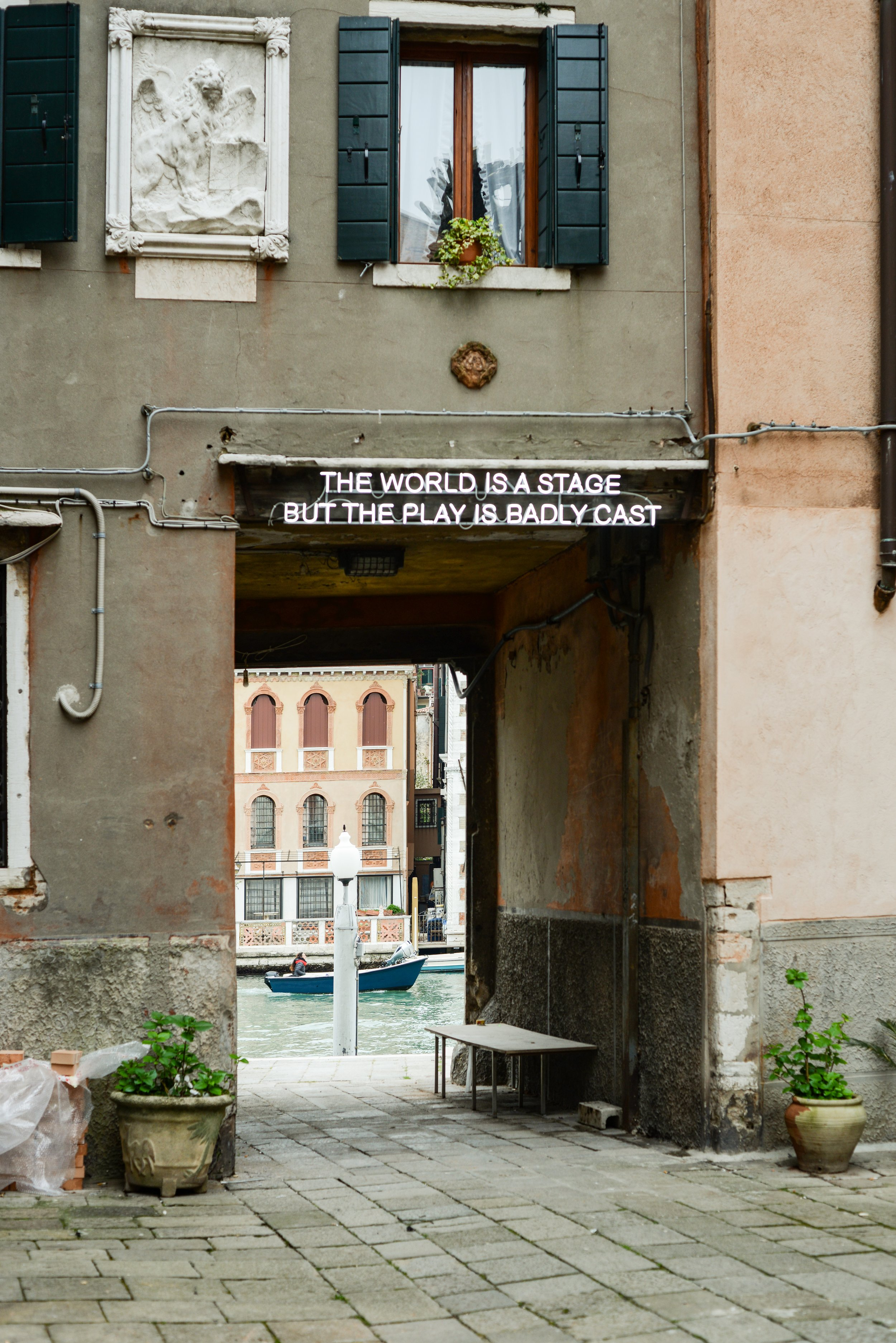
Filip Markiewicz "Paradiso Lussemburgo" Biennale di Venezia 2015 - Luxembourg Pavilion

## Biographie
D'origine polonaise, Filip Markiewicz grandit à Luxembourg. À partir de 2001, il fait ses études d'arts plastiques à l'Université Marc Bloch à Strasbourg où il est diplômé d'une maîtrise. Pendant cette période, il se consacre principalement à la musique, à la performance et aux clips vidéos, il crée ainsi le projet pop rock Raftside.
En 2007, il est invité par l'Association internationale des critiques d'art AICA pour laquelle il crée l'installation Zollzeit dans l'espace public.  
Quelques mois plus tard, il réalise l'installation Empire of dirt à la galerie beaumontpublic à Luxembourg, un projet d'installation-performance qui exorcise la fusillade d'étudiants sur le campus américain de Virginia Tech où il met en scène un groupe punk. 
En 2008, il est invité par le Musée d'art moderne grand-duc Jean Mudam à participer à l'exposition ELO. Inner Exile - Outer Limits pour laquelle il réalise l'installation Disco Guantanamo, une installation de dessins et néon qui traite la situation d'État d'exception. 
Fin 2008, Filip Markiewicz produit avec le vidéaste Bruce Geduldig (Tuxedomoon) la performance Pale Exploding Imitation à la Philharmonie Luxembourg, une performance qui déconstruit l'album à la banane du Velvet Underground.
En 2010, Filip Markiewicz investit à nouveau la galerie beaumontpublic avec l'installation de dessins et vidéo-performance Alterviolence. L'exposition propose un instantané qui s'interroge sur la fragilité de l'être humain.
En août 2010, il réalise la performance Dreaming Golden Lady pendant une semaine au Pavillon luxembourgeois de l'Exposition universelle de 2010 à Shanghai
Pour la Fiac 2010, Filip Markiewicz produit un dessin Banque de tolérance qui a pour sujet principal l'affaire Woerth-Bettencourt sous la forme d'un billet de banque de 500 francs.
En 2011, le dessin Mao Dollar est présenté dans la collection du Musée d'art moderne grand-duc Jean Mudam dans l'exposition I've dreamt about.  
À l'abbaye de Neumünster à Luxembourg, il réalise l'installation Silentio Delicti en 2012. Il reprend entre-temps son projet Raftside et réalise quelques performances en parallèle à ses expositions.  
En 2013, il produit le livre de dessins Stay Behind sur l'affaire des poseurs de bombe (Bommeleeër en luxembourgeois). 
En 2014, Filip Markiewicz est sélectionné pour représenter le Luxembourg à la 56e Biennale de Venise (2015), avec comme commissaire Paul Ardenne. 
À partir de 2016, il se consacre principalement à son activité de plasticien en réalisant des expositions à travers l'Europe, dont l'exposition Making Love with you Ego à Aeroplastics Bruxelles, Silence is louder than a revolution à la galerie Canepaneri à Milan et Disco Oslo Euro Zero à Akershus Artsenter à Lillestrom - Oslo. 
En 2017, il participe à l'exposition de groupe Kapitalströmung à la Kunsthalle Tübingen, pour laquelle il réalise une série de 6 billets d'euros, réinterprété dans un format monumental.  
En mai 2017, il expose au centre d'art NN Contemporary Art à Northampton, le titre de l'exposition est Celebration Factory. Il réalise le film de docu-fiction Celebration Club sur la scène musicale à Northampton pour l'occasion qui est présenté lors de l'exposition. 
En juin 2017 à l'occasion de la foire d'art contemporain Art Basel, il écrit et met en scène la performance théâtrale Fake Fiction au Théâtre de Bâle, avec l'ensemble des acteurs du théâtre. Cette pièce inclut également des éléments de la vie de Oskar Schlemmer, des œuvres originales de l'artiste de l'école du Bauhaus font partie de la mise en scène.  